# Plainoiseau
Plainoiseau ist eine französische Gemeinde im Département Jura in der Region Bourgogne-Franche-Comté. Sie gehört zum Arrondissement Lons-le-Saunier und zum Kanton Poligny. 
Die Nachbargemeinden sind Domblans im Nordosten, Le Louverot, Montain und Le Pin im Osten, Villeneuve-sous-Pymont im Süden, L’Étoile im Westen und Saint-Germain-lès-Arlay im Nordwesten.

## Geschichte
Als sich Frankreich im Zweiten Weltkrieg unter deutscher Besatzung befand, gründete der Lehrer André Panouillot, genannt Papillon oder Récamier, im September 1942 die lokale Widerstandsgruppe der Résistance. Strategische Bedeutung erhielt Plainoiseau durch die Lage an der Überlandstraße J, einer potentiellen Transportlinie der Deutschen. Der Gruppe gelang es nicht, in der Nacht vom 24. auf den 25. August 1942 die beim ersten Fallschirmabwurf der Alliierten im Jura abgeworfenen Waffen zu bergen, diese wurden von der Gendarmerie beschlagnahmt. Trotzdem wurde Panouillot in leitende Stellung des Widerstands im Jura befördert. Er gründete auch die Untergrundzeitung La Libre Comté. Nachdem Panouillot deshalb Plainoiseau verlassen hatte, übernahm im Dezember 1943 der Unteroffizier Henri Cardeur das Kommando. Die Familie Plathey beherbergte von den Deutschen gesuchte Personen, ihre Söhne Paul und Pierre waren seit dem Februar 1943 im Widerstand. 

## Bevölkerungsentwicklung
| Jahr                       | 1962 | 1968 | 1975 | 1982 | 1990 | 1999 | 2008 | 2017 |
| Einwohner                  | 264  | 231  | 328  | 384  | 461  | 508  | 532  | 528  |
| Quellen: Cassini und INSEE |      |      |      |      |      |      |      |      |

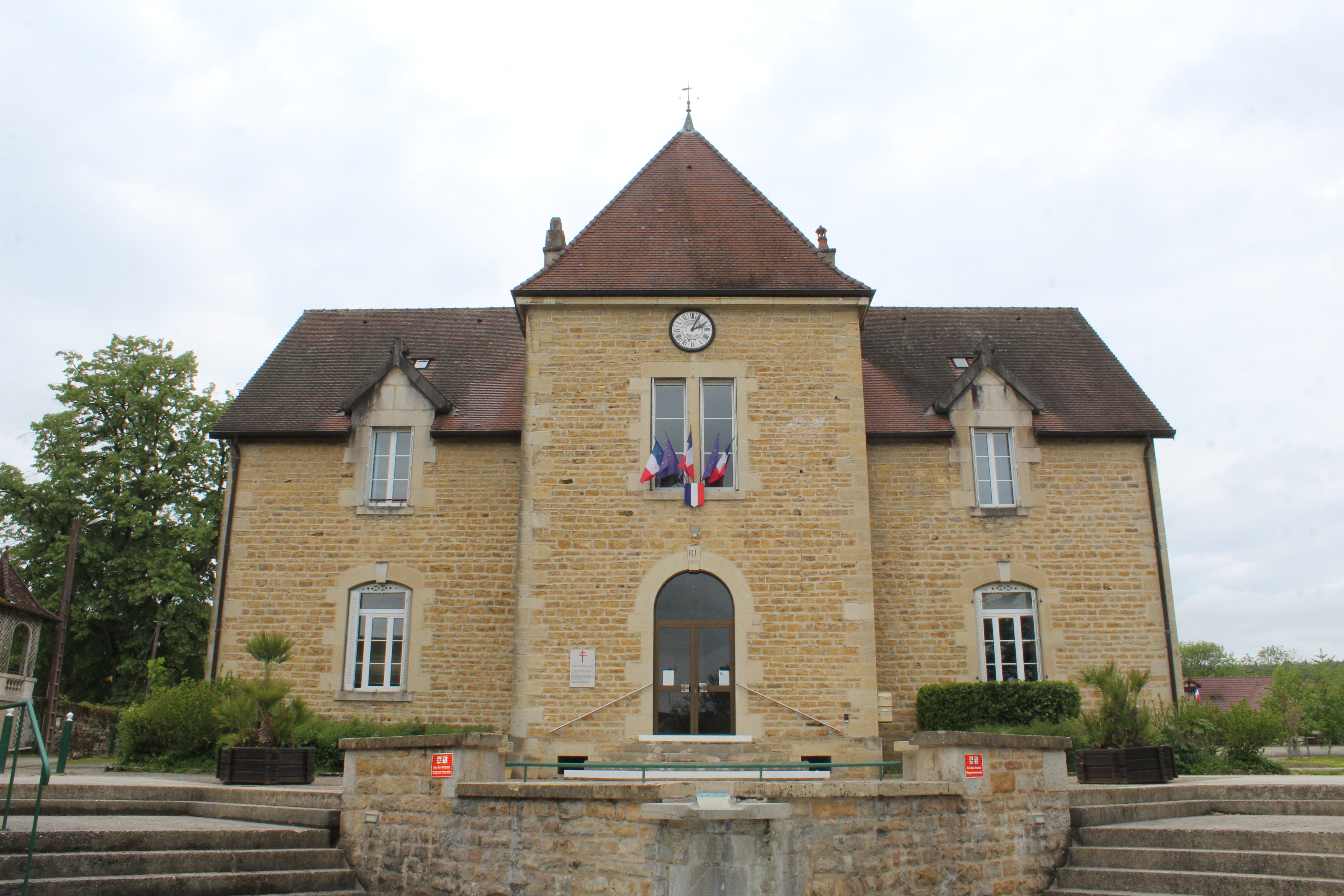
Mairie Plainoiseau
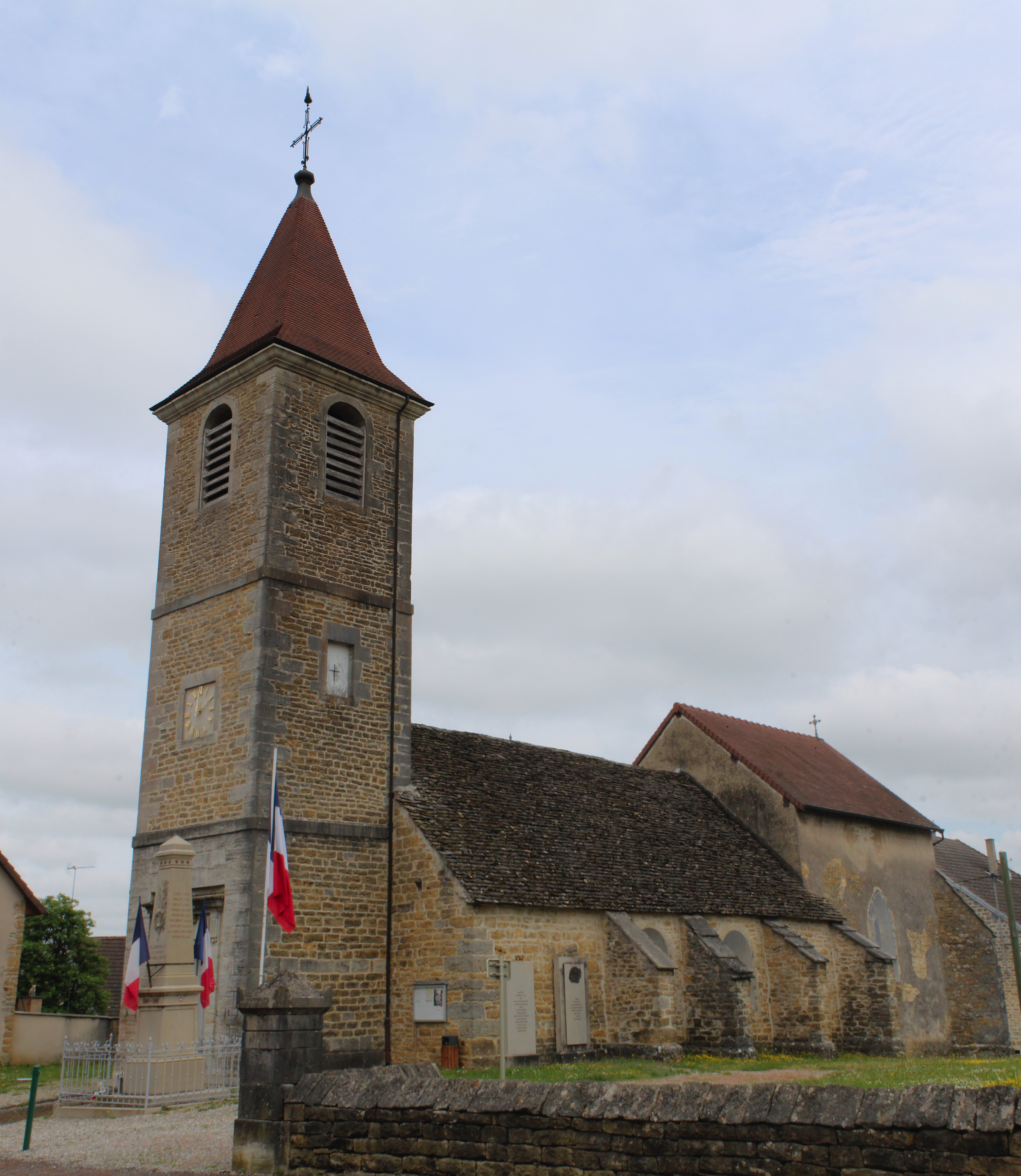
Kirche Saint-Rémy